# Herman Simmons
Herman Georg Simmons, född den 16 augusti 1866 i Dalby, Skåne, död den 22 april 1943 på Lidingö, var en svensk botanist. Han var far till Carl-Gustaf Simmons. Auktorsnamnet Simmons kan användas för Herman Simmons i samband med ett vetenskapligt namn inom botaniken; se Wikipediaartiklar som länkar till auktorsnamnet.
Simmons blev student vid Lunds universitet 1886 samt filosofie doktor och docent i botanik där 1906. Han undervisade i flera privatläroverk och utnämndes 1914 till lektor i botanik och zoologi vid Ultuna lantbruksinstitut, där han blev professor 1918 och var rektor 1928–1932. Simmons företog 1895 en botanisk resa till Färöarna och deltog som botanist i Otto Sverdrups arktiska expedition med Fram 1898–1902. Särskilt sistnämnda företag gav anledning till flera större deskriptiva arbeten, nämligen The vascular plants in the flora of Ellesmereland (1906), A revised list of the flowering plants and ferns of North Western Greenland (1909), Stray contributions to the botany of North Devon (1909), alla i Fram-expeditionens "Report", samt A survey of the phytography of the arctic american archipelago (1913). Dessutom författade Simmons Floran och vegetationen i Kiruna (1910, i serien "Vetenskapliga och praktiska undersökningar i Lappland") och texten till Våra vanligaste vilda växter (1916). Han är begravd på Dalby gamla kyrkogård utanför Lund.